# Lia
Lia is een plaats in de Noorse gemeente Sør-Fron, provincie Innlandet. Lia telt 249 inwoners (2007) en heeft een oppervlakte van 0,69 km².